# Тростянец (Коломыйский район)
Тростяне́ц (укр. Тростянець) — село в Заболотовской поселковой общине Коломыйского района Ивано-Франковской области Украины.
Население по переписи 2001 года составляло 1416 человек. Занимает площадь 14,9 км². Почтовый индекс — 78353. Телефонный код — 03476.